# Kazuo Taoka
Kazuo Taoka (田岡 一雄, Taoka Kazuo), né le 28 mars 1913 et mort le 23 juillet 1981 est l'un des parrains les plus célèbres des Yakuzas. Connu sous le surnom de « Parrain des parrains », Taoka est le troisième kumicho du Yamaguchi-gumi, la plus grande organisation de Yakuzas du Japon, de 1946 à 1981.

## Biographie

### Jeunesse
Le père de Taoka meurt avant sa naissance, tandis que sa mère meurt lorsqu'il a l'âge de 4 ans.

### Carrière
Taoka est emprisonné pour meurtre de 1937 à 1943, et assure le rôle de kumicho trois ans plus tard à l'âge de 33 ans.

### Mort
Il dirige les Yamaguchi-gumi jusqu'à son décès causé par une crise cardiaque en 1981.

### Vie privée
De 1983 à 1990, sa fille, Yuki, était marié à Kitarō, un musicien new age assez connu.